# Yecla de Yeltes
Yecla de Yeltes là một đô thị ở tỉnh Salamanca, tây Tây Ban Nha, thuộc cộng đồng tự trị Castile-Leon. Đô thị này có cự ly 76 kilometres so với tỉnh lỵ Salamanca. Dân số năm 2008 là 313 người. Đô thị này có diện tích 57,19 km².
Đô thị này nằm ở khu vực có độ cao 723 mét trên mực nước biển.
Mã số bưu chính là 37219.